# Schoorsteenbrand

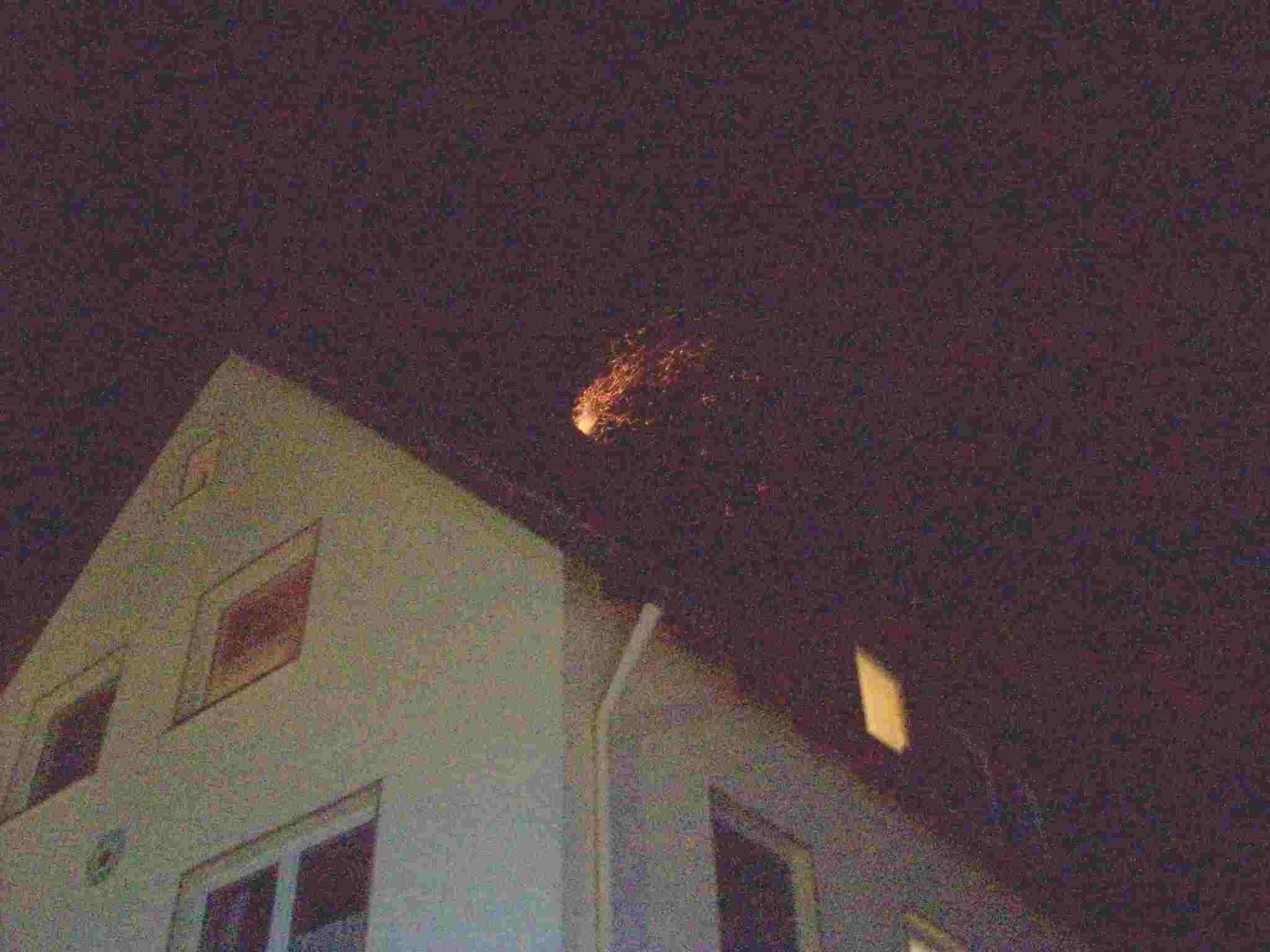
Schoorsteenbrand

Schoorsteenbrand is het verschijnsel dat opgehoopt roet in een schoorsteen vlam vat. Daardoor kan het rookkanaal zo heet worden, dat het scheurt en lek raakt. Als gevolg daarvan kunnen rookgassen en vlammen zich in de woning verspreiden.
Een schoorsteenbrand is herkenbaar aan een sterke rookontwikkeling die soms ook in het huis terechtkomt, een licht bulderend geluid in het rookkanaal en een sterkere trek.
Om schoorsteenbrand te voorkomen, moet het rookkanaal in de schoorsteen regelmatig worden gereinigd. Schoorstenen van houtkachels worden doorgaans meerdere keren per jaar gereinigd.

## Oorzaken van schoorsteenbrand
Roet en teer in het rookkanaal ontstaan vooral door slechte verbranding, bijvoorbeeld door onvoldoende zuurstoftoevoer, ongeëigende en/of natte brandstof en bouwkundige fouten.
Rechthoekige rookkanalen zijn moeilijker te vegen en vormen zo een groter risico voor het ontstaan van brand.

## Maatregelen
Roet kan bij het verbranden uitzetten en de schoorsteen beschadigen: zo mogelijk zal de brandweer met schoorsteenvegergereedschappen het rookkanaal open proberen te houden.
De brand kan getemperd worden door de kleppen van alle aangesloten kachels te sluiten.
De brandweer zal de stookplaats en de muren en vloerdelen waar het rookkanaal langs of door loopt controleren, om een uitbreiding van brand te verhinderen. Na een schoorsteenbrand moet door een deskundige worden gecontroleerd of rookkanaal en kachel niet beschadigd zijn.
Blussen met water is geen alternatief: de schoorsteen kan scheuren of zelfs ontploffen. Een liter water wordt omgezet in 1700 liter stoom en dat kan de schoorsteen niet snel genoeg afvoeren. De brandweer kan vanaf het dak een voorlopige inspectie uitvoeren en met een ramoneur de schoorsteen blussen/ragen. Bij ronde schoorstenen wordt hiervoor als alternatief een stalen ronde borstel gebruikt. Blussen met kooldioxide of poeder is mogelijk, al geeft poeder veel vervuiling van de omgeving.

## Risico's bij brandbestrijding
Het belangrijkste probleem bij het bestrijden van een schoorsteenbrand is het bereiken van de schoorsteen. Vegen van de schoorsteen gebeurt altijd van bovenaf. Vaak wordt een hoogwerker ingezet, maar ook wordt nog vaak met een ladder naar de schoorsteen geklommen. In beide gevallen moet de persoon die de schoorsteen veegt beveiligd worden tegen vallen, ook moet een ademluchttoestel gedragen worden in verband met de giftige hete rookgassen en roetdeeltjes. Door deze maatregelen is het werken moeilijk en zwaar.